# Clive Mantle
Clive Andrew Mantle (Barnet, 3 juni 1957) is een Brits acteur.

## Carrière
Mantle speelde tal van rollen in voornamelijk Britse series. Hij is bekend van zijn rol als Dr. Mike Barratt in verschillende series en films waaronder Casualty en Holby City. Hij speelde de rol van Little John in Robin of Sherwood midden jaren '80. Daarnaast vertolkte hij de rol van Gator in de verschillende films en series rond Thomas de stoomlocomotief. Daarnaast speelde hij nog bekendere rollen in White Van Man, Alien³ en The Accidental Medium.
Hij is naast films en series ook vaak te zien in theatervoorstellingen, hij speelde in zeker 19 verschillende stukken zonder deze in zijn jeugd voor het National Youth Theatre mee te tellen. Hij studeerde aan het Royal Academy of Dramatic Art.

## Filmografie

### Films
| Jaar | Film                                                | Rol                    |
| ---- | --------------------------------------------------- | ---------------------- |
| 1981 | The Orchard End Murder                              | Ewen                   |
| 1983 | Party Party                                         | Bobby                  |
| 1986 | Foreign Body                                        | Persoon op de bus      |
| 1987 | Scoop                                               | The Journey - Cuthbert |
| 1987 | Superman IV: The Quest for Peace                    | Nuclear Man #2         |
| 1988 | Without a Clue                                      | Dief #1                |
| 1989 | Mack the Knife                                      | Johnny Ladder          |
| 1990 | The Secret Life of Ian Fleming                      | Marine Sergeant Ellis  |
| 1990 | White Hunter Black Heart                            | Harry                  |
| 1992 | Alien³                                              | William                |
| 1993 | The Invasion of the Comic Tomatoes                  | Dr. Mike Barratt       |
| 1999 | The Darkest Light                                   | Ministry vet           |
| 1999 | The Nearly Complete and Utter History of Everything | Dr. Mike Barratt       |
| 2000 | French & Saunders Live                              | Dr. Mike Barratt       |
| 2003 | Second Nature                                       | Maynard                |
| 2005 | The Poseidon Adventure                              | James Martin           |
| 2005 | Upstaged                                            | Drunk                  |
| 2006 | After Thomas                                        | John Havers            |
| 2009 | Morris: A Life with Bells On                        | Muff Barcock           |
| 2009 | Into the Storm                                      | Thompson               |
| 2014 | Thomas & Friends: Trouble on the Tracks             | Gator                  |
| 2014 | Thomas & Friends: Tale of the Brave                 | Gator                  |
| 2014 | Thomas & Friends: The Christmas Engines             | Gator                  |
| 2014 | Thomas & Friends: Signals Crossed                   | Gator                  |
| 2014 | Six Degrees of Assassination                        | /                      |
| 2015 | Thomas & Friends: Tales on the Rails                | Gator                  |
| 2018 | The More You Ignore Me                              | Dunk                   |
| 2019 | Passport to Oblivion                                | /                      |

### Series
| Jaar      | Serie                              | Rol                                             | Extra   |
| --------- | ---------------------------------- | ----------------------------------------------- | ------- |
| 1982      | Minder                             | Bernard                                         | 1 afl.  |
| 1982      | Jane                               | Private Smith                                   | 4 afl.  |
| 1984-1986 | Robin of Sherwood                  | Little John                                     | 24 afl. |
| 1986      | Screen Two                         | Edward                                          | 1 afl.  |
| 1986      | Dempsey and Makepeace              | Big Ben Davis                                   | 1 afl.  |
| 1986      | Lenny Henry Tonite                 | /                                               | 1 afl.  |
| 1987      | Hello Mum                          | /                                               | 6 afl.  |
| 1987-1988 | Alas Smith & Jones                 | /                                               | 2 afl.  |
| 1988      | The Play on One                    | Bud                                             | 1 afl.  |
| 1988      | Wyatt's Watchdogs                  | Baza                                            | 1 afl.  |
| 1988-2016 | Casualty                           | Mike Barratt / Dr. Mike Barratt / Robert Forbes | 81 afl. |
| 1989      | The Return of Shelley              | 1st Policeman                                   | 1 afl.  |
| 1990      | Chelmsford 123                     | Vulcan                                          | 1 afl.  |
| 1990      | One Foot in the Grave              | Electricity Man                                 | 1 afl.  |
| 1990      | Medics                             | Sam                                             | 1 afl.  |
| 1991      | Bottom                             | Woman's Husband                                 | 1 afl.  |
| 1991      | Boon                               | Eric Wetherby                                   | 1 afl.  |
| 1991      | Drop the Dead Donkey               | Police Inspector                                | 1 afl.  |
| 1992      | WYSIWYG                            | Globyool                                        | 1 afl.  |
| 1992      | Liquid Television                  | Diner Cook #2                                   | 5 afl.  |
| 1992      | Framed                             | Phil Sheffield                                  | 1 afl.  |
| 1995      | The Imaginatively Titled Punt      | /                                               | 1 afl.  |
| 1996      | Scene                              | Jonah                                           | 1 afl.  |
| 1997      | Bloomin' Marvellous                | Jack Deakin                                     | 8 afl.  |
| 1998-1999 | The Vicar of Dibley                | Simon Horton                                    | 2 afl.  |
| 1999-2001 | Holby City                         | Mike Barratt                                    | 31 afl. |
| 2002      | Heartbeat                          | Vinny Sanders                                   | 1 afl.  |
| 2003      | Fortysomething                     | Duncan Meat                                     | 1 afl.  |
| 2004      | The Afternoon Play                 | Steve McGrath                                   | 1 afl.  |
| 2005      | The Robinsons                      | Gavin                                           | 1 afl.  |
| 2005-2020 | Doctors                            | Mr. Brook / Frank Banham                        | 2 afl.  |
| 2008      | The Invisibles                     | Vernon Huthwaite                                | 1 afl.  |
| 2010      | I Shouldn't Be Alive               | Graham                                          | 1 afl.  |
| 2011      | Game of Thrones                    | Greatjon Umber                                  | 3 afl.  |
| 2011-2012 | White Van Man                      | Tony                                            | 11 afl. |
| 2012      | Sherlock                           | Dr. Frankland                                   | 1 afl.  |
| 2013      | Shameless                          | Mr. Banbury                                     | 2 afl.  |
| 2014      | Birds of a Feather                 | Robin                                           | 1 afl.  |
| 2014      | Thomas the Tank Engine & Friends   | Gator                                           | 3 afl.  |
| 2015      | Jonathan Strange & Mr Norrell      | Dr Greysteel                                    | 2 afl.  |
| 2015      | Mount Pleasant                     | Trevor                                          | 8 afl.  |
| 2015      | Jekyll and Hyde                    | Gideon                                          | 1 afl.  |
| 2015      | Jack the Ripper: Reality and Myth  | Jack the Ripper                                 | 1 afl.  |
| 2015-2017 | Thomas & Friends: Clips            | Gator, VK                                       | 9 afl.  |
| 2015-2020 | The Best of Thomas & Friends Clips | Gator, VS                                       | 12 afl. |
| 2018      | Damned                             | Dennis                                          | 4 afl.  |
| 2018-2019 | Still Open All Hours               | Mr. Roper                                       | 3 afl.  |
| 2020      | The Accidental Medium              | Martin                                          | 6 afl.  |

### Videospellen
| Jaar | Videospel              | Rol                         |
| ---- | ---------------------- | --------------------------- |
| 2017 | Mass Effect: Andromeda | Knoeth / Gren / Aya Citizen |
| 2019 | Anthem                 | Additional Voices           |